# 黑屋
《黑屋》（英語：Black House）是史蒂芬金與彼得·史卓伯於2001年所合著的奇幻小說，兩人於1984年所合著的《魔符》的續篇，描述主角傑克長大後的經歷。同時亦是史蒂芬金眾多與血腥之王及黑塔有關連的作品之一。

## 故事簡介
一個美麗的小鎮發生了連續的兒童失蹤案，當地的警長請求已經退休的傑克協助調查。起初傑克都不願意插手，不過漸漸發覺失蹤案與一股與魔域類似的力量有關，勾起了傑克十二歲時勇闖魔域的回憶，而且接收到史畢迪的呼喚，決定介入事件。兒童失蹤案是因為血腥之王要利用兒童的力量將維持世界平衡的光束破壞，傑克最終打敗血腥之王的使者，救出擁有強大力量足以破壞光束的泰勒。